# Patellidae
Patellidae of schaalhoornachtigen zijn een familie van zeeslakken die behoort tot de clade Patellogastropoda.

## Kenmerken
De dieren uit deze familie leven op rotsen en hebben vaak een dikke, zware, kegelvormige schelp. Rond het dier loopt een ondiepe groeve, waarin zich gepaarde mantelkieuwen bevinden en waar de rand van de mantel overheen hangt. Schaalhorens zijn moeilijk van elkaar te onderscheiden. Bij levende dieren wordt ook de kleur van de voetzool als determinatiekenmerk gebruikt: deze is gelig, dof oranje of bruin, met een grijze of groenige tint bij Patella vulgata, abrikooskleur of crèmig geel bij Patella ulyssiponensis en olijfgroen tot grijzig zwart bij Patella intermedia.

## Verspreiding en leefgebied
Schaalhorens zijn sterk aangepast aan de getijdenzone en komen vaak in grote aantallen voor op rotskusten. De dieren bezetten een vaste plek waar ze, als ze gegeten hebben, via een slijmspoor naar terugtrekken ("homing-gedrag"). Ze kunnen tot 16 jaar oud worden en maken tijdens hun leven ovale slijtplekken in het gesteente. Hun voedsel bestaat met name uit zaailingen van zeewieren. In de Europese zeeën komen iets minder dan tien soorten voor.

## Taxonomie
De familie kent de volgende geslachten:
- Geslacht Cymbula H. & A. Adams, 1854
- Geslacht Helcion Montfort, 1810
- Geslacht Patella Linnaeus, 1758
- Geslacht Scutellastra H. Adams & A. Adams, 1854